# Sellingerzwarteveen
Sellingerzwarteveen est un hameau néerlandais dans la commune Westerwolde dans la province de Groningue.
Le village est situé au nord de Sellingen, sur le Ruiten-Aa.